# Lista de serviços de streaming de mídia

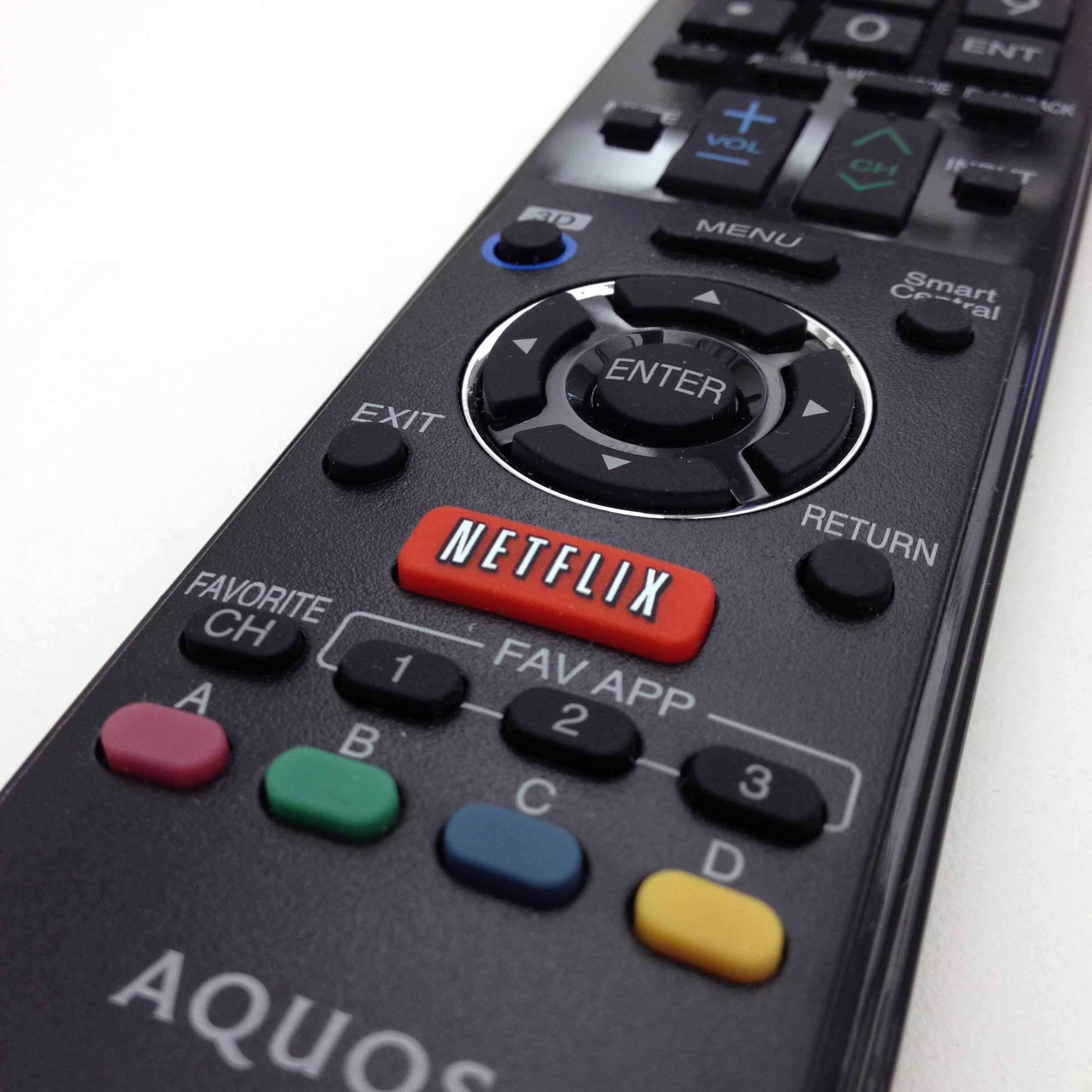
Um controle remoto com um botão Netflix

Um serviço de mídia over-the-top é um serviço de streaming de mídia oferecido diretamente aos espectadores pela Internet. OTT não leva em consideração plataformas de televisão a cabo, transmissão e satélite. A maioria desses serviços é de propriedade de um grande estúdio de cinema. Alguns serviços de streaming começaram como um complemento das ofertas de Blu-ray, que são suplementos dos programas assistidos.
Streaming é uma alternativa ao download de arquivos, um processo no qual o usuário final obtém o(s) arquivo(s) completo(s) do conteúdo antes de assisti-lo ou ouvi-lo.
Um usuário final cliente pode usar o reprodutor de mídia, computador, telefone celular e smart TV para começar a reproduzir o conteúdo de vídeo digital antes que todo o arquivo seja transmitido. Os usuários precisarão de uma conexão com a Internet para transmitir ou baixar conteúdo de vídeo. Os usuários que não possuem sistemas de hardware ou software compatíveis podem não conseguir transmitir ou baixar determinados conteúdos.

## Streaming de vídeo sob demanda

### Mais de 100 milhões de assinantes
| Serviço            | Dono                    | Lançamento             | Assinantes     | Conteudo | Áreas atendidas | Ref.        |
| ------------------ | ----------------------- | ---------------------- | -------------- | --- | --- | ----------- |
| Netflix            | Netflix, Inc.           | 16 de janeiro de 2007  | 230,75 milhões | Netflix Originals, Studio Ghibli, Studio 100, WildBrain, Wow Unlimited Media, Mattel, Hasbro, Lionsgate, Bento Box Entertainment, MarVista Entertainment, Chicken Soup for the Soul Entertainment, STX Entertainment, Skydance Media, Gaumont Film Company, Xilam, The Pokémon Company, A&E Networks, Sony Pictures Entertainment, conteúdo licenciado de outros fornecedores | Em todo o mundo | [ 2 ] [ 3 ] |
| Amazon Prime Vídeo | Amazon.com, Inc.        | 7 de setembro de 2006  | 200 milhões    | Amazon Originals, Amazon Studios, MGM, United Artists, Orion Pictures, Discovery, ITV, conteúdo licenciado de outros fornecedores | Em todo o mundo | [ 4 ]       |
| Disney+            | The Walt Disney Company | 12 de novembro de 2019 | 164,2 milhões  | Disney+ Originals, Walt Disney Pictures, Walt Disney Animation Studios, Disney Original Documentary, Disney Television Animation, Disney Channel, Disney Junior, Disney XD, Freeform, Disneynature, Disneytoon Studios, Pixar, Marvel Studios, Lucasfilm, National Geographic, ABC, ABC Signature, MTM Enterprises, Disney-ABC Domestic Television, 20th Television, 20th Television Animation, FX Networks, Star, 20th Century Studios, Searchlight Pictures, Fox 2000 Pictures, Blue Sky Studios, Touchstone Pictures, Hollywood Pictures, Hulu Originais, conteúdo licenciado de outros fornecedores | América do Norte, América do Sul, Europa, Oriente Médio e Norte da África, África do Sul, Ásia-Pacífico                 | [ 5 ] [ 6 ] |
| Vídeo Tencent      | Tencent                 | junho de 2011          | 124 milhões    | Tencent Video Originals, conteúdo licenciado de outros fornecedores | Bangladesh, China, Hong Kong, Indonésia, Macau, Malásia, Filipinas, Cingapura, Coreia do Sul, Taiwan, Tailândia, Vietnã | [ 7 ]       |
| iQIYI              | Baidu, Inc.             | 22 de abril de 2010    | 101,4 milhões  | Originais iQIYI, conteúdo licenciado de outros fornecedores | No mundo todo | [ 8 ]       |

### 30–99 milhões de assinantes
| Serviço               | Dono                                           | Lançamento                                                                                              | Assinantes                                                          | Conteudo | Áreas atendidas | Ref.                 |
| --------------------- | ---------------------------------------------- | --- | ------------------------------------------------------------------- | --- | --- | -------------------- |
| HBO Max & Discovery+  | Warner Bros. Discovery                         | HBO Max:27 de maio de 2020 Discovery+: 4 de janeiro de 2021                                             | HBO Max: 76.8 milhões Discovery+: 24 milhões Total: 94.9 milhões    | HBO Max: HBO, Max Originals, Cinemax, Warner Bros., The CW, Magnolia Network, New Line Cinema, DC Entertainment, Turner Entertainment, Turner Sports, CNN, HLN, Sesame Workshop, Comedy Central, Studio Ghibli, Cartoon Network, Cartoonito, Boomerang, Adult Swim, TBS, TNT, TruTV                                                      | HBO Max: Estados Unidos (c/ Porto Rico), América Latina, Caribe, Nórdicos, Espanha e Andorra, Holanda, Portugal, Europa Central e Oriental                                                                                  | [ 10 ] [ 11 ]        |
| HBO Max & Discovery+  | Warner Bros. Discovery                         | HBO Max:27 de maio de 2020 Discovery+: 4 de janeiro de 2021                                             | HBO Max: 76.8 milhões Discovery+: 24 milhões Total: 94.9 milhões    | Discovery+: Discovery+ Originals, Discovery Channel, Food Network, TLC, Asian Food Network, Eurosport, HGTV, ID, OWN, Animal Planet, CNN, HLN, BBC Studios, conteúdo licenciado de outros fornecedores such as A&E Networks | Discovery+: Brasil, Canadá, Dinamarca, Finlândia, Índia, Irlanda, Israel, Itália, Japão, Holanda, Noruega, Filipinas, Polônia, Espanha, Suécia, Turquia, Reino Unido, Estados Unidos                                        | [ 13 ]               |
| Youku                 | Alibaba Group                                  | 21 de dezembro de 2006                                                                                  | 90 milhões                                                          | Youku Originals, conteúdo licenciado de outros fornecedores | China | [ 14 ] [ 15 ] [ 16 ] |
| YouTube Premium       | Google (Alphabet)                              | 31 de outubro de 2015                                                                                   | 80 milhões                                                          | Originais do YouTube, conteúdo licenciado de outros fornecedores | 101 países | [ 17 ]               |
| Paramount+ & Showtime | Paramount Global                               | Paramount+: 4 de março de 2021 28 de outubro de 2014 (como CBS All Access) Showtime: 7 de julho de 2015 | Paramount+: 56,9 milhões Showtime: 22.4 milhões Total: 77,3 milhões | Paramount+ Originals, CBS, CBS News, CBS Sports, Paramount Pictures, Paramount Television, Miramax, Dimension Films, Melange Pictures, LLC., CMT, MTV, VH1, Nickelodeon, Nick Jr., Comedy Central, BET, Showtime, Smithsonian Channel, Paramount Media Networks                                                                          | Austrália, Áustria, Canadá, América Central, República Dominicana, França, Alemanha, Europa Central e Oriental, Itália, Oriente Médio, Norte da Europa, Polônia, Rússia, América do Sul, Suíça, Reino Unido, Estados Unidos | [ 18 ] [ 19 ] [ 20 ] |
| Hulu                  | The Walt Disney Company NBCUniversal (Comcast) | 29 de outubro de 2007                                                                                   | 47.2 milhões                                                        | Hulu Originals, ABC, ABC Signature, 20th Television, 20th Television Animation, FX Networks, Freeform, Disney–ABC Domestic Television, MTM Enterprises, 20th Century Studios, Searchlight Pictures, Touchstone Pictures, Hollywood Pictures, ABC News, ESPN, A&E Networks, Disney+ Originals, conteúdo licenciado de outros fornecedores | Estados Unidos | [ 21 ] [ 22 ] [ 23 ] |
| ALTBalaji             | Balaji Telefilms                               | 16 de abril de 2017                                                                                     | 34 milhões                                                          | ALTBalaji Originals | No mundo todo | [ 24 ]               |
| Apple TV+             | Apple Inc.                                     | 1.º de novembro de 2019                                                                                 | 50 milhões                                                          | Apple TV+ Originals | 108 países |                      |
| Peacock               | Comcast                                        | 15 de julho de 2020                                                                                     | 30 milhões                                                          | Peacock Originals, NBC, NBC News, NBC Sports, Universal Pictures, Focus Features, DreamWorks Animation, DreamWorks Classics, Illumination, Universal Animation Studios, EMKA, Ltd., Telemundo, CNBC, MSNBC, Bravo, E!, Syfy, Oxygen, Universal Kids, conteúdo licenciado de outros fornecedores                                          | Estados Unidos, Reino Unido, Irlanda, Áustria, Alemanha, Itália, Europa Central e Oriental | [ 26 ] [ 27 ]        |

### 10–29 milhões de assinantes
| Serviço          | Dono                                          | Lançar                          | Assinantes   | Contente                                                                                            | Áreas atendidas | Ref.                       |
| ---------------- | --------------------------------------------- | ------------------------------- | ------------ | --------------------------------------------------------------------------------------------------- | --- | -------------------------- |
| Iflix            | Tencent                                       | 27 de maio de 2014              | 25 milhões   | The Walt Disney Company, MGM, Paramount Pictures, Warner Bros, Fox, e Starz.                        | Bangladesh, Brunei, Camboja, Indonésia, Malásia, Maldivas, Mianmar, Nepal, Paquistão, Filipinas, Sri Lanka, Tailândia, Vietnã | [ 33 ]                     |
| ESPN+            | The Walt Disney Company Hearst Communications | 12 de abril de 2018             | 24,3 milhões | Programação da ESPN, UFC                                                                            | Estados Unidos | [ 5 ] [ 23 ] [ 34 ] [ 35 ] |
| Curiosity Stream | Curiosidade NASDAQ: CURI                      | 18 de março de 2015             | 23 milhões   | Conteúdo factual de não ficção em ciência, história, matemática, tecnologia, robótica e natureza    | 175 países | [ 37 ]                     |
| Crunchyroll      | Sony                                          | Crunchyroll: 14 de maio de 2006 | 15 milhões   | Aniplex, Anime, Manga, Dorama, and conteúdo licenciado de outros fornecedores. English Dubbed Anime | No mundo todo (exceto para vários territórios asiáticos, incluindo o Japão)                                                   | [ 38 ]                     |
| iWantTFC         | ABS-CBN Corporation                           | 8 de janeiro de 2010            | 13 milhões   | iWantTFC Originals, canais ABS-CBN como S+A, ANC, Kapamilya Channel, Teleradyo, Star Cinema         | No mundo todo | [ 39 ]                     |

### 1 a 10 milhões de assinantes
| Serviço        | Parent                                    | Lançamento               | Assinantes    | Content | Areas served | Ref.                 |
| -------------- | ----------------------------------------- | ------------------------ | ------------- | --- | --- | -------------------- |
| Mubi           |                                           | 14 de fevereiro de 2007  | 9 milhões     | conteúdo licenciado de outros fornecedores. | 200 territórios | [ 40 ]               |
| Rakuten TV     | Rakuten                                   | 2010                     | 7 milhões     | Starz Play, conteúdo licenciado de outros fornecedores. | 42 países europeus e Japão | [ 41 ]               |
| Globoplay      | Grupo Globo                               | 3 de novembro de 2015    | 6.5 milhões   | Originais Globoplay, Rede Globo, conteúdo licenciado de outros fornecedores | Brasil, Canadá, França, Alemanha, Itália, Portugal, Espanha, Suíça, Reino Unido e Estados Unidos                                                     | [ 42 ]               |
| Viaplay        | Viaplay Group                             | maio de 2007             | 5.55 milhões  | Viaplay Originals, Nickelodeon, 20th Television Animation, Sport, conteúdo licenciado de outros fornecedores.                                                                                          | Dinamarca, Estônia, Finlândia, Islândia, Letônia, Lituânia, Holanda, Noruega, Polônia, Suécia, Reino Unido, Estados Unidos                           | [ 43 ] [ 44 ]        |
| RightNow Media | RightNow Media                            | 2011                     | 4 milhões     | Biblically based videos for small groups, families, students, kids, church leaders, business leaders, and employees.                                                                                   | Estados Unidos, Canadá, América Latina, Austrália, África do Sul, Reino Unido, Brasil, Índia, Coreia do Sul                                          | [ 45 ]               |
| Crave          | Bell Media                                | 30 de outubro de 2014    | 3 milhões     | Crave Originals, Bell Media, HBO, Showtime, Starz, and conteúdo licenciado de outros fornecedores. | Canada | [ 46 ]               |
| ZEE5           | Zee Entertainment Enterprises             | 14 de fevereiro de 2018  | 2.7 milhões   | Zee5 Originals, Zee TV, &amp; TV, Zee Marathi, Zee Yuva, Zee Sarthak, Zee Kannada, Zee Telugu, Zee Bangla, Zee Punjabi, Zee Keralam, Zee Tamizh, Zee Café, conteúdo licenciado de outros fornecedores. | Mais de 190 países |                      |
| NOW            | Sky Group (Comcast)                       | 17 de julho de 2012      | 2.21 milhões  | Sky channels, Nickelodeon, Cartoon Network, DeA Kids, Comedy Central, conteúdo licenciado de outros fornecedores.                                                                                      | Áustria, Alemanha, Irlanda, Itália, Suíça, Reino Unido                                                                                               | [ 47 ]               |
| Stan.          | Nine Entertainment Co.                    | 1.º de abril de 2014     | 2.1 milhões   | Stan Originals, Nine Network, NBCUniversal, Lionsgate, Sony Pictures, Village Roadshow, ABC Commercial, Paramount Global, conteúdo licenciado de outros fornecedores.                                  | Australia | [ 48 ]               |
| Lionsgate+     | Lionsgate                                 | 18 de novembro de 2011   | 27,5 milhões  | Starz Original, Lionsgate, Lantern Entertainment, Dimension Films, Hearst Entertainment, Tribune Entertainment, conteúdo licenciado de outros fornecedores.                                            | Argentina, Brasil, Chile, França, Itália, Alemanha, México, Paquistão, Espanha, Reino Unido e 17 países da região do Oriente Médio e Norte da África | [ 49 ]               |
| Shahid         | MBC Group                                 | 2008                     | 2 milhões     | Shahid Originals, MBC Group, Rotana Group, Saudi Sports Company and conteúdo licenciado de outros fornecedores.                                                                                        | Todo mundo | [ 50 ]               |
| Claro Video    | America Movil                             | 2013                     | 2 milhões     | Clarovideo Originals, Paramount+, conteúdo licenciado de outros fornecedores. | América Latina | [ 51 ]               |
| BritBox        | ITV plc BBC Studios/BBC                   | 7 de março de 2017       | 2 milhões     | BritBox Originals, BBC, ITV, Channel 4, Channel 5, Comedy Central UK, Endemol Shine, conteúdo licenciado de outros fornecedores                                                                        | Australia, Canada, United Kingdom, Estados Unidos | [ 52 ] [ 53 ]        |
| SonyLIV        | Sony Pictures Networks India (Sony)       | 22 de janeiro de 2013    | 1.81 milhões  | Sony TV, Sony SAB, Sony Marathi, Sony Ten, Sony Max, Sony Max 2, Sony PIX, Sony Six, conteúdo licenciado de outros fornecedores.                                                                       | Indo-Pacífico e Oriente Médio |                      |
| Neon           | Sky Network Television Limited            | 1.º de fevereiro de 2015 | 1.7 milhões   | Warner Bros., HBO, NBCUniversal, Sony Pictures Television, BBC Studios, MGM, conteúdo licenciado de outros fornecedores.                                                                               | Nova Zelândia | [ 54 ]               |
| Smash.         | Showroom                                  | 22 de outubro de 2020    | 1.63 milhões  | Original content | Japan, Estados Unidos, South Korea | [ 55 ]               |
| Royal Bioscope | Royal Bioscope Company                    | 14 de fevereiro de 2018  | 1.5 milhões   | Royal Bioscope Originals,conteúdo licenciado de outros fornecedores. | Bangladesh, India. |                      |
| BET+           | Paramount Global                          | 19 de setembro de 2019   | 1.5 milhões   | BET+ Originals, BET Originals, Tyler Perry Studios, Paramount Global, conteúdo licenciado de outros fornecedores.                                                                                      | Samoa Americana, Guam, Ilhas Marianas do Norte, Palau, Porto Rico, Estados Unidos, Ilhas Virgens Americanas                                          | [ 57 ]               |
| Aha            | Arha Media & Broadcasting Private Limited | 25 de março de 2020      | 1.5 milhões   | Aha Originals | India | [ 58 ]               |
| Player         | TVN Group                                 | 26 de agosto de 2011     | 1.5 milhões   | TVN, Discovery, Canal+, conteúdo licenciado de outros fornecedores. | Polônia | [ 59 ]               |
| FuboTV         | FuboTV                                    | 1.º de janeiro de 2015   | 1.2 milhões   | NFL, MLB, NBA, NHL, MLS and international association football, includes cable television channels like ABC, CBS, Fox, NBC, ESPN                                                                       | Estados Unidos, Canadá, Espanha | [ 60 ]               |
| Kayo Sports    | Steamotion Pty Ltd                        | 26 de novembro de 2018   | 1.08 milhões  | Fox Sports, ESPN Australia, belN Sports, Racing.com | Australia |                      |
| Videoland      | RTL Nederland                             | 2010                     | 1.006 milhões | RTL NL and Videoland original content, conteúdo licenciado de outros fornecedores | Holanda | [ 61 ]               |
| DailyWire+     | The Daily Wire                            | 29 de junho de 2022      | 1 milhões     | Daily Wire podcasts and videos, PragerU, Jordan Peterson podcasts, movies and documentaries. | Estados Unidos | [ 63 ] [ 64 ] [ 65 ] |
| HayU           | Comcast                                   | 1.º de março de 2016     | 1 milhões     | E!, Bravo, NBCUniversal, conteúdo licenciado de outros fornecedores. | Austrália, Bélgica, Canadá, Dinamarca, Finlândia, Hong Kong, Índia, Irlanda, Luxemburgo, Holanda, Noruega, Filipinas, Singapura, Suécia, Reino Unido | [ 66 ]               |
| Acorn TV       | AMC Networks                              | 15 de agosto de 2013     | 1 milhões     | Acorn Media Group, BBC Studios, ITV, Channel 4, All3Media, DRG, ZDF, Content Media, conteúdo licenciado de outros fornecedores.                                                                        | Austrália, Canadá, Irlanda, América Latina, Nova Zelândia, Espanha, Reino Unido, Estados Unidos                                                      | [ 67 ]               |
| Shudder        | AMC Networks                              | 2015                     | 1 milhões     | Shudder Originals, AMC Networks, conteúdo licenciado de outros fornecedores | Austrália, Canadá, Irlanda, Nova Zelândia, Reino Unido, Estados Unidos                                                                               | [ 68 ]               |

### Menos de 1 milhão de inscritos
| Serviço               | Pai                        | Lançar                 | Assinantes | Contente | Áreas atendidas                                            | Ref.                 |
| --------------------- | -------------------------- | ---------------------- | ---------- | --- | ---------------------------------------------------------- | -------------------- |
| Devoção               | Streamotion Pty Ltd        | 25 de maio de 2020     | 827.000    | All3Media, Discovery, Inc., WarnerMedia, HBO, BBC, NBCUniversal, Sony Pictures Television, StudioCanal, Paramount Global, ITV Studios | Austrália                                                  | [ 70 ]               |
| Nebulosa              | Padrão                     | 23 de maio de 2019     | 600.000    | Conteúdo de criadores de mais de 160 criadores que, juntos, têm mais de 120 milhões de inscritos coletivos no YouTube                 | Estados Unidos, Mundial                                    | [ 71 ]               |
| vivamax               | Viva Communications Inc.   | 12 de setembro de 2021 | 600.000    | Viva Cinema (canal de TV), Viva Filmes                                                                                                | Filipinas                                                  | [ 72 ]               |
| showmax               | Grupo de Escolha Múltipla  | 19 de agosto de 2015   | 590.000    | Conteúdo de Hollywood, britânico, queniano, Nickelodeon, Disney, Cartoon Network, Boomerang, ABC, HBO e sul-africano                  | África, Europa, Austrália, Nova Zelândia, América do Norte | [ 73 ]               |
| Atresplayer Premium   | atresmedia                 | 8 de setembro de 2019  | 452.000    | atresmedia | Espanha, Américas                                          | [ 74 ]               |
| BlazeTV               | Blaze Media                | 12 de setembro de 2011 | 450.000    | Programa Glenn Beck, Levin TV, Louder with Crowder                                                                                    | Estados Unidos                                             | [ 75 ]               |
| GagaOOLala            | Portico Media Company Ltd. | 2017                   | 150.000    | GOL Estúdios | Taiwan, Mundial                                            | [ 76 ]               |
| AMC+                  | Redes AMC                  | 2020                   | 100.000    | AMC Originals, AMC Networks, conteúdo licenciado de outros fornecedores                                                               | Estados Unidos                                             | [ 77 ]               |
| IFC Filmes Ilimitados | Redes AMC                  | 2019                   | 100.000    | IFC Originals, AMC Networks, conteúdo licenciado de outros fornecedores                                                               | Estados Unidos, Canadá                                     | [ 79 ]               |
| Sundance agora        | Redes AMC                  | 2014                   | 100.000    | Sundance TV Originals, AMC Networks, conteúdo licenciado de outros fornecedores                                                       | Estados Unidos                                             | [ 77 ]               |
| Allblk                | Redes AMC                  | 2020                   | 100.000    | Allblk Originals, AMC Networks, conteúdo licenciado de outros fornecedores                                                            | Estados Unidos                                             | [ 80 ]               |
| Nós TV+               | Redes AMC                  | 2020                   | 100.000    | Nós TV Originals, AMC Networks, conteúdo licenciado de outros fornecedores                                                            | Estados Unidos                                             | [ 77 ]               |
| TELEVISÃO             | CJ ENM                     | 2 de outubro de 2020   | 100.000    | TVING Originals, TvN, Mnet, OCN, Tooniverse, Paramount+, conteúdo licenciado de outros fornecedores                                   | Coreia do Sul, Japão, Taiwan, Estados Unidos               | [ 81 ] [ 82 ] [ 83 ] |

## Televisão gratuita suportada por anúncios (FAST)
| Serviço        | Dono                        | Lançar                | Usuários Ativos Mensais (MAU) | Conteudo                    | Áreas atendidas                                                  | Ref.          |
| -------------- | --------------------------- | --------------------- | ----------------------------- | --------------------------- | ---------------------------------------------------------------- | ------------- |
| crepitar       | Sopa de galinha para a alma | 4 de maio de 2007     | 40 milhões                    | Crackle Originais           | Estados Unidos                                                   | [ 84 ] [ 85 ] |
| FilmRise       | Comcast/Charter             | 2012                  |                               |                             | No mundo todo                                                    |               |
| xumo           | Comcast / Charter           | 2011                  | 24 milhões                    |                             | Estados Unidos, Canadá                                           | [ 86 ]        |
| Plutão TV      | Paramount global            | 1 de agosto de 2013   | 72 milhões                    |                             | Estados Unidos, Canadá, América Latina, Europa                   | [ 87 ]        |
| Tubi           | Raposa                      | 1.º de abril de 2014  | 51 milhões                    |                             | Estados Unidos, Canadá, América Latina, Austrália, Nova Zelândia | [ 88 ]        |
| Facebook Watch | Facebook                    | 10 de agosto de 2017  |                               | Originais do Facebook Watch | No mundo todo                                                    |               |
| Canal Roku     | Roku                        | 6 de setembro de 2017 |                               | Quibi Originais             | Estados Unidos, Canadá, México, Reino Unido                      |               |
| Amazon Freevee | Amazonas                    | 11 de janeiro de 2019 |                               | Originais Amazon Freevee    | Estados Unidos, Reino Unido, Alemanha                            |               |
| PlexTV         | Plex                        | 23 de julho de 2020   |                               |                             | No mundo todo                                                    |               |

### serviços ativos
- AfreecaTV
- Bigo ao vivo
- Bilibili
- Cafeína (2018–)
- Dailymotion
- DouYu
- DLive (propriedade da BitTorrent) (2017–)
- Facebook Live (propriedade da Meta Platforms) (2015–)
- GoodGame (2008-)
- Huya
- Instagram (de propriedade da Meta Platforms)
- KakaoTV
- Kuaishou
- Likee
- LinkedIn ao vivo
- Transmissão ao vivo
- NaverTV
- Niconico
- ok.ru
- OnlyFans
- Patreon
- Esboço Pixiv
- Estrondo
- SHOWROOM
- Steam.tv
- TikTok/Douyin
- Triller
- Twitch (propriedade da Amazon) (2011–)
- Twitter
- VK
- V Live (propriedade da Naver Corporation) (2015–)
- youku
- YouNow (2011-)
- YouTube (propriedade do Google da Alphabet) (2005–)
- YuppTV

### Antigos serviços
- Azubu (2012–2017)
- CaveTube (2011–2016 ou 2017)[89]
- Dois pontos (2018–2019)[90]
- Cube TV (2018–2019)
- FAN LIVE (2016(?)-2018)[91][92]
- FRESH LIVE (2016–2020)
- Hitbox (propriedade da Azubu) (2013–2017)
- Houseparty (2016–2021)
- Huomao (2014–2021)[93]
- Justin.tv (propriedade da Twitch Interactive/Justin.tv, Inc) (2007–2014)
- KingKong (2018–2020)[94][95]
- Meerkat (2015–2016)
- Mixer (propriedade da Microsoft) (2016–2020)
- Panda.tv (2015–2019)[96]
- Periscope (propriedade do Twitter) (2015–2021)
- Play2Live (2017–2019)[97][98]
- Quanmin.tv (2015–2018)[99]
- Rabb.it (2014–2019)
- Smashcast (2017–2020)
- Stream.me (2015–2019)[100]
- StreamCraft (2018–2019)[101]